# Bounty (ciocolată)

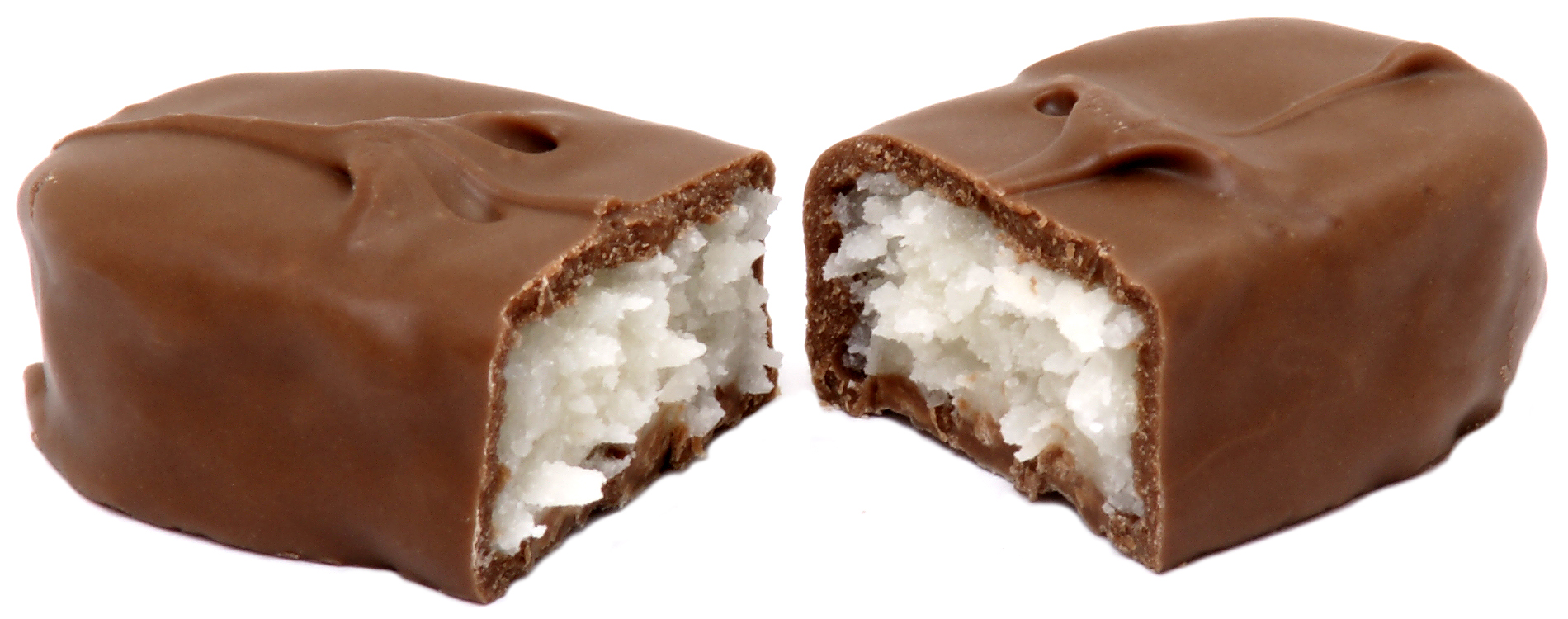
Un Bounty rupt în două

Bounty este un baton de ciocolată cu nucă de cocos produs de Mars, Incorporated și vândut la nivel mondial. Acesta a fost introdus în 1951 în Marea Britanie și Canada. Este vândut în mai multe variante, cu unul, două sau trei batoane, acoperite cu ciocolată cu lapte sau ciocolată neagră. 
Mai multe lanțuri de magazine germane vând imitații de Bounty: CoconutBits (Aldi Nord), Romeo (Aldi Süd) și Coco-Nut (Kaufland).

## Forma
În 2003, forma batonului de Bounty a devenit marcă înregistrată în Uniunea Europeană. Acest lucru a fost atacat de către compania Ludwig Schokolade. În 2009 recursul a fost admis, Curtea Europeană hotărând că forma rotunjită a batonului Bounty, cu trei săgeți deasupra, nu se deosebește suficient de mult față de alte forme folosite pentru batoanele de ciocolată.

## Legături externe
- bounty-insel.de Arhivat în 19 iunie 2016, la Wayback Machine.